# Athripsodes caeruleatus
Athripsodes caeruleatus är en nattsländeart som beskrevs av Douglas E. Kimmins 1956. Athripsodes caeruleatus ingår i släktet Athripsodes och familjen långhornssländor. Inga underarter finns listade i Catalogue of Life.